# Георг I фон Хоенлое-Валденбург
Георг I фон Хоенлое-Валденбург (на немски: Georg I von Hohenlohe-Waldenburg; * 17 януари 1488 в Нойенщайн; † 16 март 1551 във Валденбург) е граф на Хоенлое-Валденбург.

## Произход
Той е шестият син на граф Крафт VI фон Хоенлое-Нойенщайн-Вайкерсхайм (1452 – 1503) и съпругата му Хелена фон Вюртемберг († 1506), дъщеря на граф Улрих V фон Вюртемберг († 1480) и третата му съпруга принцеса Маргарета Савойска († 1479), кралица на Сицилия.
Най-големият му брат е граф Албрехт III фон Хоенлое-Нойенщайн (1478 – 1551), който няма деца. Другите му братя са духовници. Сестра му Маргарета (1480 – 1522) се омъжва през 1499 г. за пфалцграф Александер фон Цвайбрюкен (1462 – 1514).

## Фамилия
Първи брак: през 1514 г. с Пракседис фон Зулц (* 1495; † 14 април 1521), дъщеря на граф Рудолф V фон Зулц, ландграф в Клетгау († 1535) и Маргарета фон Валдбург-Зоненберг († 1546). Те имат децата:
- Албрехт (* 1515, † млад)
- Йохан (* 1516, † млад)
- Лудвиг Казимир (1517 – 1568) граф на Хоенлое-Нойенщайн (1551 – 1568), женен 1540 г. за графиня Анна фон Золмс-Лаубах-Лих (1522 – 1594)
- Георг II (* 1544; † 1554 от чума в Ансбах)
- Маргарета († млада)
- Анна (1520 – 1593), омъжена I. 1540 г. за Йохан VIII вилд- и Райнграф в Мьорхинген († 1548), II. 1549 г. за граф Йохан IX фон Сайн († 1560)

Втори брак: през 1529 г. с Хелена фон Валдбург-Волфег-Цайл (* 12 октомври 1514; † 3 април 1567), дъщеря на Георг III фон Валдбург-Волфег-Цайл (1488 – 1531) и втората му съпруга графиня Мария фон Йотинген-Флокберг (1498 – 1555). Те имат децата:
- Ванделрада (1532 – сл. 1568), омъжена 1547 г. за Антон фрайхер фон Щауфен († 1566)
- Мария (1530 – 1565), омъжена 1559 г. за граф Ернст фон Шаумбург-Диц († 1586)
- Ванделрада (1532 – сл. 1568), омъжена 1547 г. за Антон фрайхер фон Щауфен († 1566)
- Еберхард (1535 – 1570), граф на Хоенлое-Валденбург (от 1558), женен 1554 г. за графиня Агата фон Тюбинген (1533 – 1609)
- Фелицитас (1538 – 1601), омъжена 1572 г. за граф Карл III фон Глайхен-Бланкенхайн († 1599)
- Доротея (1541 – 1581), омъжена 1571 г. за граф Улрих фон Хардег-Махланде († 1570)
- Хелена (1542 – 1552)
- Георг II (1544 – 1544)